# Jomine una
Jomine una là một loài tò vò trong họ Ichneumonidae.